# Klaukkala
Klaukkala (svensk: Klövskog) er en finsk landsby med 21.019 (2020) indbyggere beliggende i Nurmijärvi kommune i landskapet Nyland (tidligere i Sydfinlands len). Landsbyen er den største og hurtigst voksende i kommunen. Klaukkala har betydelig migration hovedsageligt fra Helsinki konurbation, for som en landsby i en halv times kørsel væk fra Helsinki centrum tiltrækker den især familier med børn.
En turistattraktion i moderne stil, er den kobberbelagte Klaukkala kirke, bygget i 2004. Landsbyen har også en ortodoks kirke, opkaldt efter St. Nectarius i Aegina. Klaukkala er hjemsted for  beboelsesejendommen Nurmijärven Kreivi der er et af verdens første intelligente boligbyggerier med Kone Residential Flow.
Lepsämä, en nærliggende landsby ved siden af Klaukkala, er det sted, hvor den tidligere Finlands statsminister Matti Vanhanen i øjeblikket bor. Før det boede han i Lintumetsä i udkanten af landsbyen, som hører til Klaukkala.